# العريف (جبل)
جبل العريف جبل شاهق يقع في محافظة الدائر بني مالك . يُعد الجبل أحد أعلى جبال المملكة العربية السعودية، ويبلغ ارتفاع الجبل 2.632 متر (9.308 قدم).